# 塔布克省
塔布克省（阿拉伯语：‎ ，也译泰布克省）是沙特阿拉伯西北部的一個省，西臨紅海。面积146,072平方公里，人口910,030人（2017年）。省會位於塔布克。新未來城就位於該省境內。

## 主要城市
- 塔布克
- 泰馬
- 杜巴
- 沃季
- 新未來城 (建設中)